# Aloys Wach
Aloys Ludwig Wach (opr. Wachlmeier, også Wachelmayr, født 30. april 1892 i Lambach; død 18. april 1940 i Braunau am Inn;) var en østrigsk maler og grafiker.
Aloys Wach påbegyndte 1909 sin kunstneriske uddannelse i Wien, senere i München. 1913 var han på Académie Colarossi i Paris, derefter hos Heinrich Altherr i Stuttgart. Hans fascination af ekspressionismen bragte ham i forbindelse med Der Sturm i Berlin.
Wach slog sig 1919 ned i Braunau am Inn og bidrog de følgende år med artikler i forskellige af tidens ekspressionistiske tidsskrifter.
I midten af 1920'erne opholdt Wach sig en periode i Rom. I begyndelsen af 1930'erne fik han bestillinger på glasvinduer, blandt andet til hospitalskirken (Spitalkirche) i Braunau.
Wach fik ifølge 'Datenbank zum Beschlagnahmeinventar' beslaglagt otte værker ved nazisternes Entartete Kunst-kampagne, og efter 'Anschluss' i 1938 fik han maleforbud.
| - Værker af Aloys Ludwig Wach - Kvinde foran ruiner, 1917 - Korsrejsning, 1918 - Fattigdom, 1919 - Profeten, 1920 - Pietà, 1920 - Korsfæstelse Die Aktion, 1920(de) - Portræt, 1923 - Kristus med tornekrone og en velsignende gestus, 1930 (Christus mit Dornenkrone in segnender Haltung) - Kristus med tornekrone og trekantet glorie, ca. 1933 - Fra Braunau am Inn, radering, 1934 (Altes Braunau am Inn) - Bondekrigere og døden, 1938 - Bonde (ukendt dato) - Kvinde på café (ukendt dato) - Hyldest til Kristusbarnet (ukendt dato) |